# Blainville (Québec)
Blainville è una città del Canada, situato in Québec, nella regione amministrativa di Laurentides.